# Walt Frazier
Walter Frazier, detto Walt (Atlanta, 29 marzo 1945), è un ex cestista statunitense, professionista nella NBA.

## Anni giovanili
Primo dei nove figli di Eula e Walter Frazier Senior, dimostrò già ai tempi delle scuole superiori - alla David Howard High School, un istituto per soli afroamericani nell'ancora segregazionista sud degli USA - un notevole talento per gli sport, che lo portò ad eccellere nel basket (come playmaker), nel football americano (come quarterback) e nel baseball (come catcher).
Nel 1963 scelse di giocare a basket con la Southern Illinois University di Carbondale, nonostante avesse ricevuto diverse proposte di borsa di studio da altri atenei per giocare a football.
Divenne ben presto uno dei migliori giocatori del basket universitario; nominato Division II All-American nel 1964 e 1965, guidò la squadra alla finale del campionato NCAA (di Division II) persa 85-82 ai tempi supplementari contro gli Evansville Purple Aces di Jerry Sloan (1965).
Nel 1967 vinse con Southern Illinois il National Invitation Tournament (NIT), battendo la Marquette University 71-56 al Madison Square Garden in New York, e fu eletto miglior giocatore del torneo.

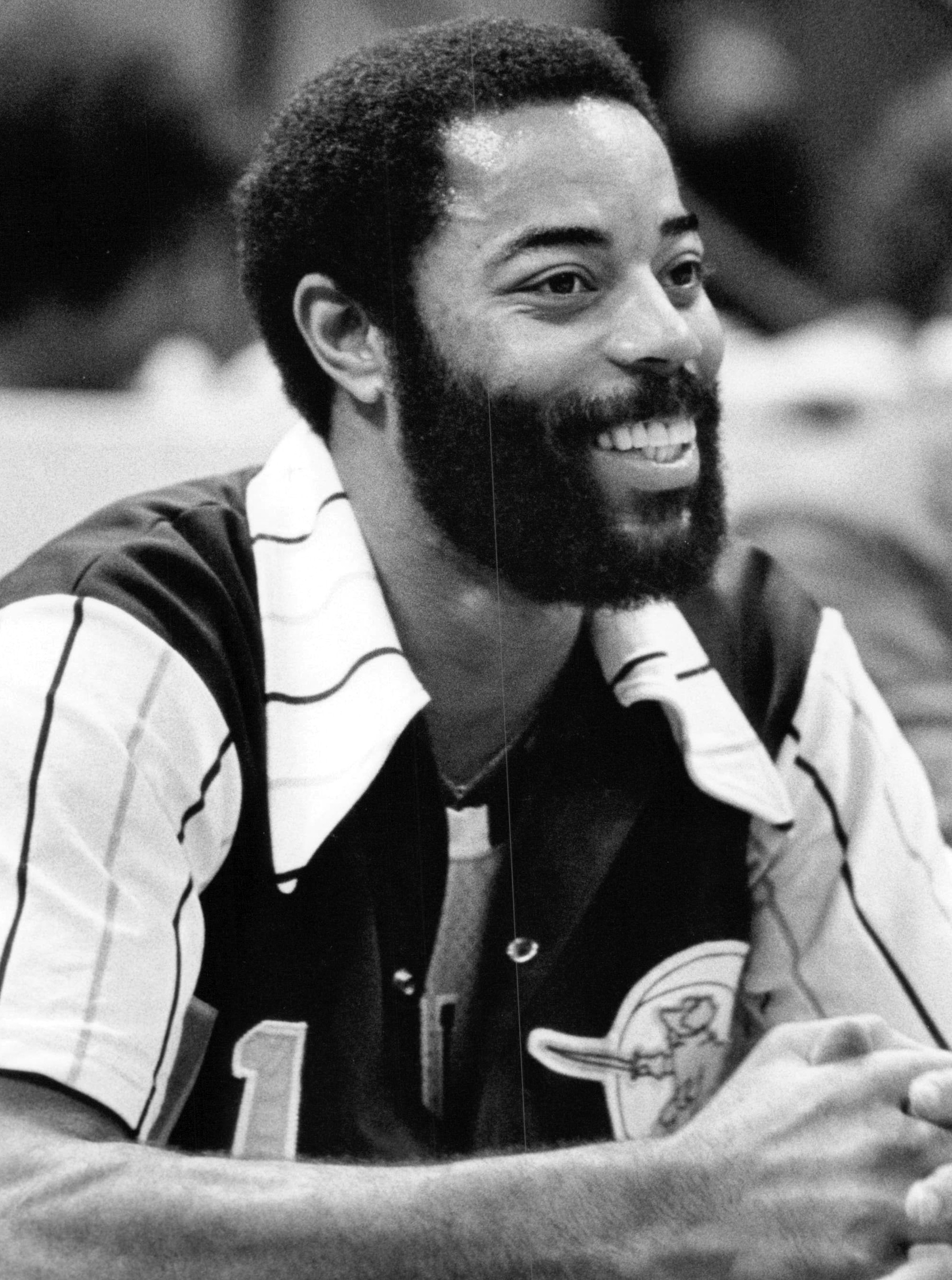
Walt Frazier nel 1977

## Carriera professionistica
Scelto dai New York Knicks al primo giro, col numero 5, del draft 1968, fu nominato nell'All-Rookie team e divenne per un decennio il giocatore simbolo della squadra, che condusse a due titoli NBA nel 1970 e 1973.
Fortissimo playmaker, è passata alla storia la sua prestazione in gara-7 della serie finale del 1970: 36 punti, 19 assist, 7 rimbalzi nella stessa partita in cui Willis Reed giocò, praticamente zoppo, contro Wilt Chamberlain.
Era soprannominato "Clyde" perché era solito portare il cappello come Warren Beatty, che aveva interpretato Clyde Barrow in Gangster Story, film del 1967.
Sette volte NBA All-Star, quattro volte nel primo quintetto NBA e due nel secondo, sette volte tra i primi cinque difensori della lega, fu anche miglior giocatore dell'All Star Game del 1975.
Il 10 ottobre 1977 passò ai Cleveland Cavaliers, dove spese le sue ultime tre stagioni tormentato dagli infortuni.

## Statistiche
| † | Denota una stagione in cui ha vinto il titolo NBA |
| * | Primo nella lega                                  |

### NBA

#### Regular Season
| Anno       | Squadra             | PG  | PT | MP   | TC%  | 3P% | TL%  | RP  | AP  | PRP | SP  | PP   |
| ---------- | ------------------- | --- | -- | ---- | ---- | --- | ---- | --- | --- | --- | --- | ---- |
| 1967-1968  | N.Y. Knicks         | 74  | -  | 21,5 | 45,1 | -   | 65,5 | 4,2 | 4,1 | -   | -   | 9,0  |
| 1968-1969  | N.Y. Knicks         | 80  | -  | 36,9 | 50,5 | -   | 74,6 | 6,2 | 7,9 | -   | -   | 17,5 |
| 1969-1970† | N.Y. Knicks         | 77  | -  | 39,5 | 51,8 | -   | 74,8 | 6,0 | 8,2 | -   | -   | 20,9 |
| 1970-1971  | N.Y. Knicks         | 80  | -  | 43,2 | 49,4 | -   | 77,9 | 6,8 | 6,7 | -   | -   | 21,7 |
| 1971-1972  | N.Y. Knicks         | 77  | -  | 40,6 | 51,2 | -   | 80,8 | 6,7 | 5,8 | -   | -   | 23,2 |
| 1972-1973† | N.Y. Knicks         | 78  | -  | 40,8 | 49,0 | -   | 81,7 | 7,3 | 5,9 | -   | -   | 21,1 |
| 1973-1974  | N.Y. Knicks         | 80  | -  | 41,7 | 47,2 | -   | 83,8 | 6,7 | 6,9 | 2,0 | 0,2 | 20,5 |
| 1974-1975  | N.Y. Knicks         | 78  | -  | 41,1 | 48,3 | -   | 82,8 | 6,0 | 6,1 | 2,4 | 0,2 | 21,5 |
| 1975-1976  | N.Y. Knicks         | 59  | -  | 41,1 | 48,5 | -   | 82,3 | 6,8 | 5,9 | 1,8 | 0,2 | 19,1 |
| 1976-1977  | N.Y. Knicks         | 76  | -  | 35,4 | 48,9 | -   | 77,1 | 3,9 | 5,3 | 1,7 | 0,1 | 17,4 |
| 1977-1978  | Cleveland Cavaliers | 51  | -  | 32,6 | 47,1 | -   | 85,0 | 4,1 | 4,1 | 1,5 | 0,3 | 16,2 |
| 1978-1979  | Cleveland Cavaliers | 12  | -  | 23,3 | 44,3 | -   | 77,8 | 1,7 | 2,7 | 1,1 | 0,2 | 10,8 |
| 1979-1980  | Cleveland Cavaliers | 3   | -  | 9,0  | 36,4 | -   | -    | 1,0 | 2,7 | 0,7 | 0,3 | 3,3  |
| Carriera   | Carriera            | 825 | -  | 37,5 | 49   | -   | 78,6 | 5,9 | 6,1 | 1,9 | 0,2 | 18,9 |
| All-Star   | All-Star            | 7   | 7  | 26,1 | 44,9 | -   | 85,7 | 3,9 | 3,7 | 1,3 | -   | 12,6 |

#### Play-off
| Anno     | Squadra     | PG  | PT | MP   | TC%  | 3P% | TL%  | RP  | AP   | PRP  | SP  | PP   |
| -------- | ----------- | --- | -- | ---- | ---- | --- | ---- | --- | ---- | ---- | --- | ---- |
| 1968     | N.Y. Knicks | 4   | -  | 29,8 | 36,4 | -   | 77,8 | 5,5 | 6,3  | -    | -   | 9,5  |
| 1969     | N.Y. Knicks | 10  | -  | 41,5 | 50,3 | -   | 59,6 | 7,4 | 9,1* | -    | -   | 21,2 |
| 1970†    | N.Y. Knicks | 19* | -  | 43,9 | 47,8 | -   | 76,4 | 7,8 | 8,2  | -    | -   | 16,0 |
| 1971     | N.Y. Knicks | 12  | -  | 41,8 | 52,9 | -   | 73,3 | 5,8 | 4,5  | -    | -   | 22,6 |
| 1972     | N.Y. Knicks | 16* | -  | 44,0 | 53,6 | -   | 73,6 | 7,0 | 6,1  | -    | -   | 24,3 |
| 1973†    | N.Y. Knicks | 17* | -  | 45,0 | 51,4 | -   | 77,7 | 7,3 | 6,2  | -    | -   | 21,9 |
| 1974     | N.Y. Knicks | 12  | -  | 40,9 | 50,2 | -   | 89,8 | 7,9 | 4,0  | 1,8  | 0,3 | 22,5 |
| 1975     | N.Y. Knicks | 3   | -  | 41,3 | 63,0 | -   | 81,3 | 6,7 | 7,0  | 3,7* | 0,0 | 23,7 |
| Carriera | Carriera    | 93  | -  | 42,5 | 51,1 | -   | 75,1 | 7,2 | 6,4  | 2,1  | 0,3 | 20,7 |

## Palmarès
- Campionato NBA: 2

New York Knicks: 1970, 1973
- MVP dell'All-Star Game: 1

1975
- Convocazioni all'All-Star Game: 7

1970, 1971, 1972, 1973, 1974, 1975, 1976
- Squadre All-NBA: 6

First Team: 1970, 1972, 1974, 1975
Second Team: 1971, 1973
- Squadre All-Defensive: 7

First Team: 1969, 1970, 1971, 1972, 1973, 1974, 1975
- Inserito tra i 50 migliori giocatori del cinquantenario della NBA
- Inserito nel NBA 75th Anniversary Team